# Mariano Lagasca y Segura

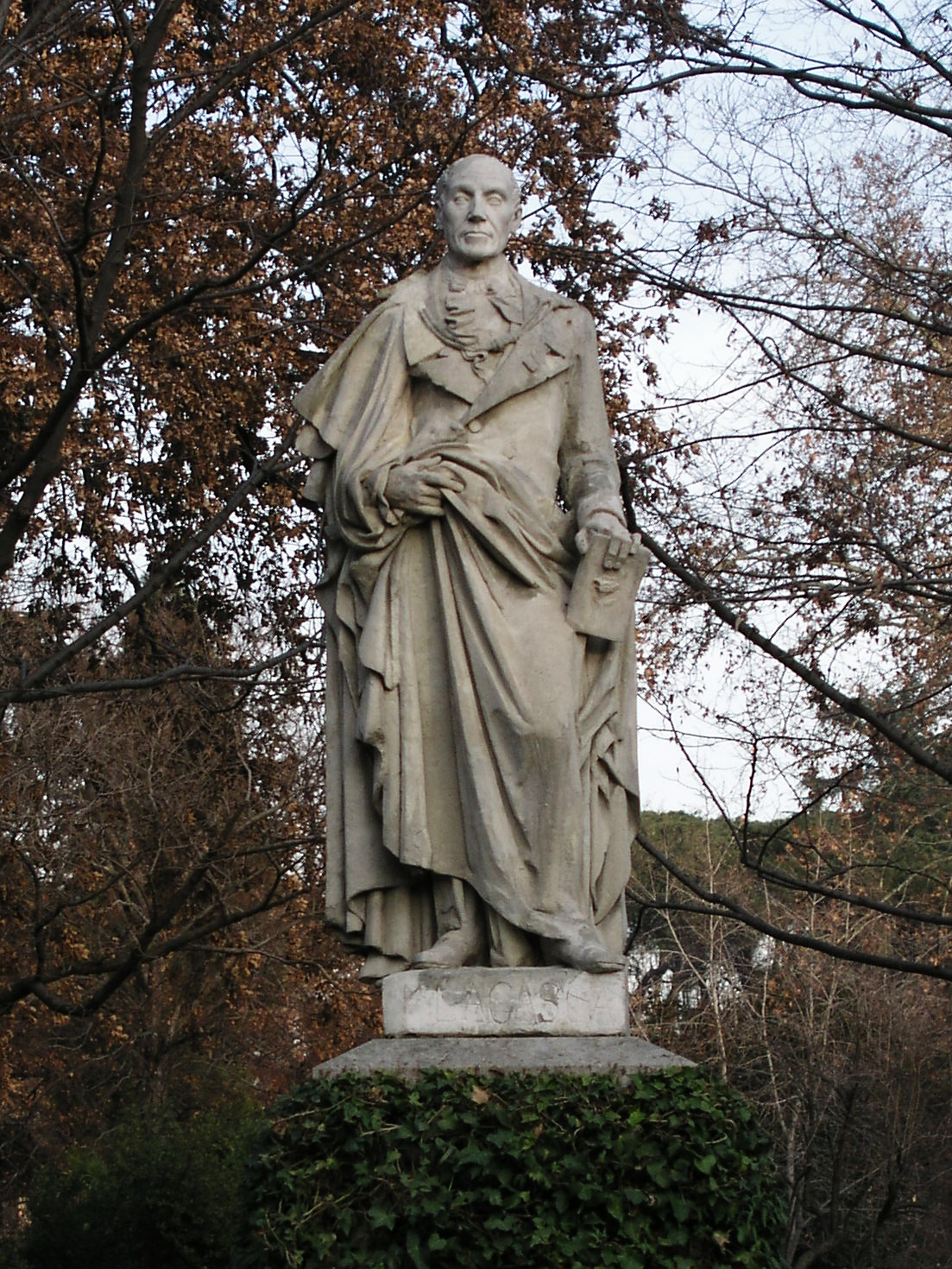
Statue von Mariano Lagasca y Segura im Botanischen Garten von Madrid

Mariano Lagasca y Segura, auch La(-)Gasca (* 4. Oktober 1776 in Encinacorba, Aragonien; † 23. Juni 1839 in Barcelona) war ein spanischer Botaniker. Sein offizielles botanisches Autorenkürzel lautet „Lag.“

## Leben
1818 wurde er in die Deutsche Akademie der Naturforscher Leopoldina aufgenommen. Seit 1821 war er korrespondierendes Mitglied der Bayerischen Akademie der Wissenschaften. Sein akademischer Beiname lautete Bauhinus.
Die Zeitschrift Lagascalia (seit 1971) sowie die Pflanzengattung Lagascea Cav. corr. Willd. aus der Familie der Korbblütler (Asteraceae) sind nach ihm benannt worden.

## Schriften
- Amenidades naturales de las Españas … (1811–1821).
- Genera et species plantarum, quae aut novae sunt, … (1816…).
- Elenchus plantarum, quae in horto regio botanico matritensi colebantur anno 1815 … (1816…).
- Memoria sobre las platas barrilleras de España. (1817…).